# Barnradion
Barnradion är Sveriges Radios sändningar och redaktioner specifikt inriktade på program för barn. Barnradion fanns med redan från början av Sveriges radios sändningar 1925. Ett av de första programmen var Barnens Brevlåda med Sven Jerring, och första gången som begreppet "barnradion" används i svenska dagstidningar skedde i november 1926. I starten producerades de flesta barnprogrammen i Stockholm, men senare har det även funnits barnradioproduktion på andra orter.

## Historia

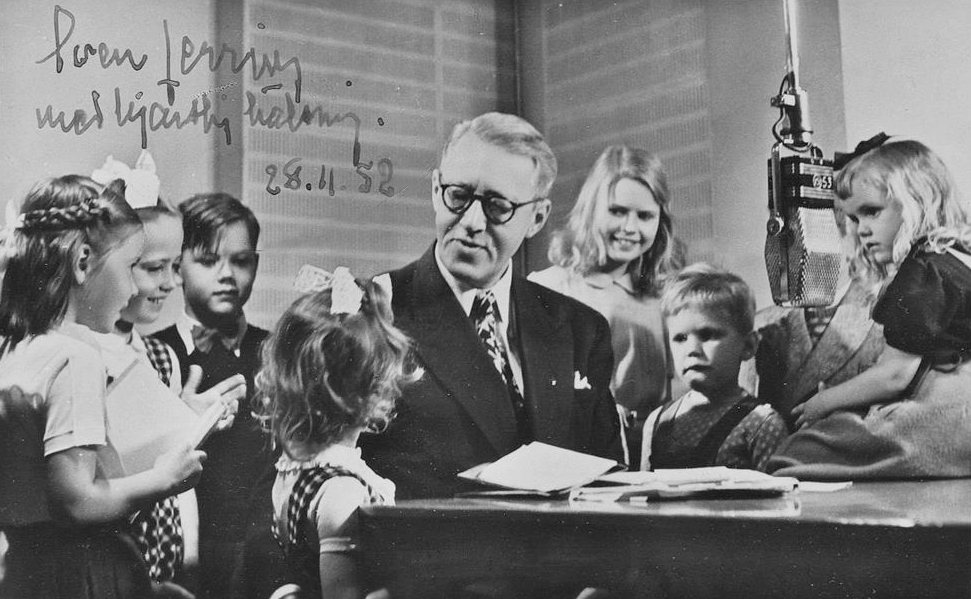
Ett av de första barnprogrammen i Sveriges radio var Barnens Brevlåda med Sven Jerring, som började söändas i september 1925.

Ett av de första barnprogrammen var Barnens Brevlåda med Sven Jerring, som började sändas i september 1925. Programmet som sändes vid 17-tiden på eftermiddagen var mycket populärt. Barn fick skriva brev till Jerring, som läste och svarade på dem i direktsändning. Ibland var några barn med i studion och sjöng, spelade eller berättade något. Totalt gjordes 1785 program, och när det sista sändes 11 juni 1972, var det världens äldsta radioprogram.
År 1928 startade Radiotjänst verksamhet med skolradio för äldre barn. I början producerade Skolöverstyrelsen innehållet och programmen sändes över en egen kanal, vilka skulle lyssnas på i klassrummen tillsammans med lärare. Sändningarna bestod av faktaprogram, språkkurser, pjäser, sånger men senare även sexualundervisning med bland andra Lis Asklund. På 1960-talet slogs skolradion ihop med skolteve och 1978 bildades Utbildningsradion.
År 1935 fick Barbro Svinhufvud anställning hos Sven Jerring, som då hade huvudansvar för radions barnprogram. Tillsammans blev de starka förespråkare för barnradions ställning och i en modernisering av utbudet. Utifrån samtida pedagogik menade Svinhufvud att barn behövde verklighetsbetonat material, som kunde väcka fantasi och intresse för saker i verkliga livet. Däremot skulle inte radion uppfostra barn. Barbro Svinhufvud blev på 1950-talet chef för barnprogramsektionen.
Lästa berättelser med musik och ljudeffekter har haft en stark ställning inom Barnradion, och många kända barnboksförfattare har skrivit berättelser genom åren. Gösta Knutsson började jobba på Radiotjänst 1937 och redan samma år debuterade han som författare med Katten Svanslös i radio. Den första boken om Pelle kom ut året därpå. Knutsson gjorde ett flertal program för Barnradion, som Putte Tittut, Småbarnskvarten, Nalle Lufs och Taxen Sofie.
I mitten av 1940-talet debuterade även Lennart Hellsing som författare, genom att skriva för Barnradion. 1945 sändes hans Djuren på cirkus och hösten samma år utgavs hans första barnbok Katten blåser i silverhorn. Hellsing gjorde många program och från 1953 höll han även i Barnradions Bokcirkel och Barnens Melodiradio.

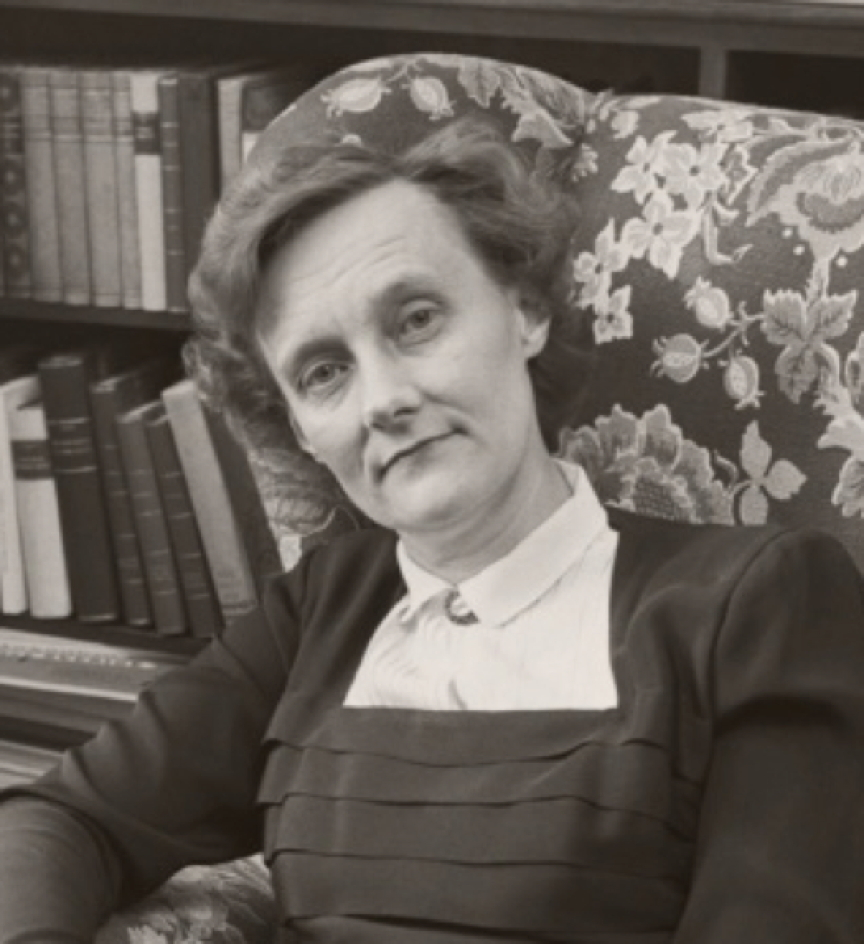
Barnradion var en viktig arena för många författare, däribland Astrid Lindgren.

Barnradion blev även en viktig arena för Astrid Lindgren. Det började 1946 då hon läste ur sin bok Pippi Långstrump. Två år senare dramatiserades både Pippi Långstrump och Pippi Långstrump i Söderhavet av Radioteatern. 1949 var det premiär för Thomas Funcks Kalle Stropp och Grodan Boll.
Även många kända musiker och musiktextförfattare har haft Barnradion som viktig plattform, däribland Alice Tegnér, Gullan Bornemark, Georg Riedel, Jujja och Tomas Wieslander, och Jojje Wadenius.

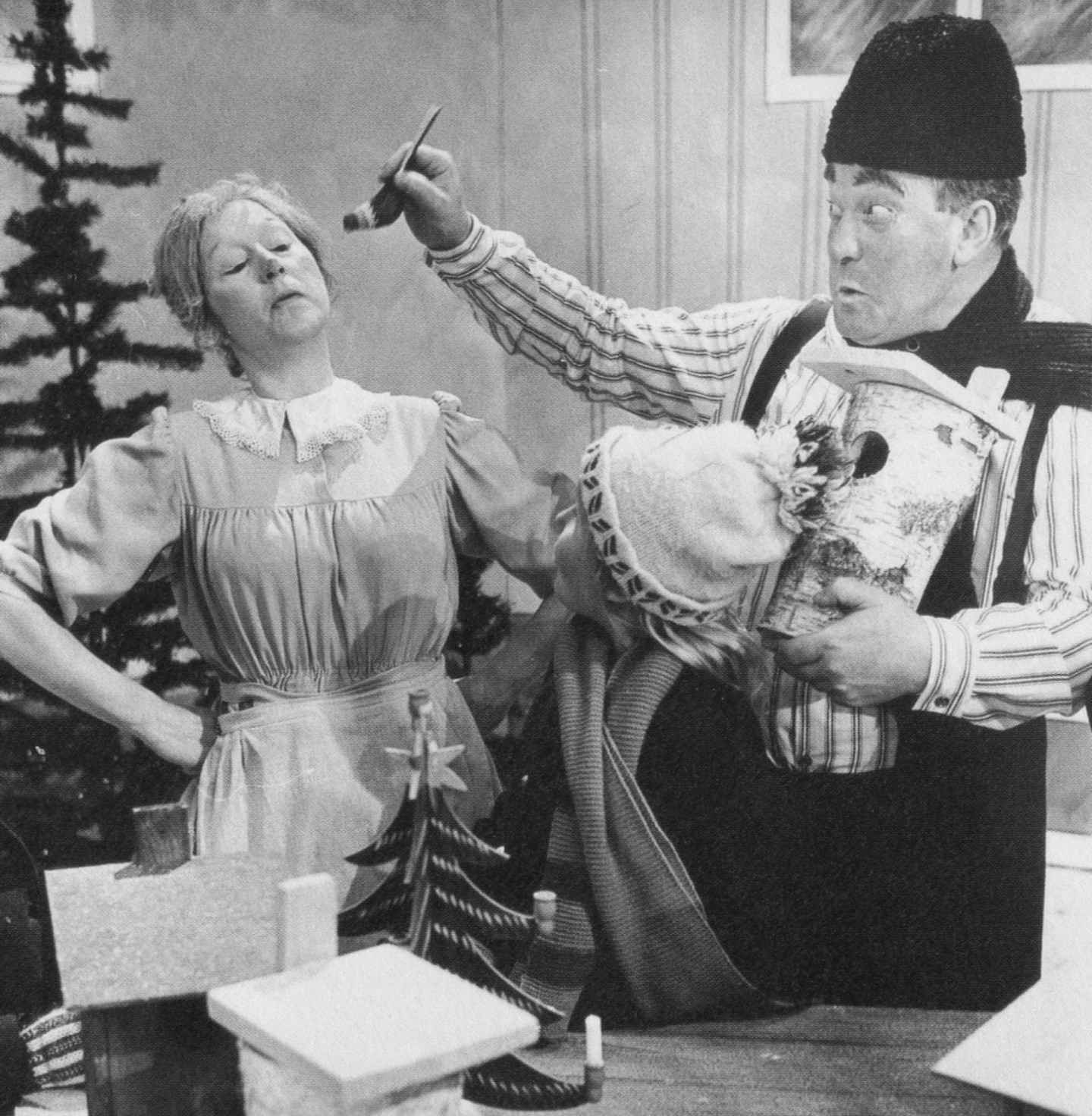
Sedan 1957 har Barnradion producerat julkalendrar. En av de mest uppskattade var Gumman som blev liten som en tesked, från 1967.

1 december 1957 var det premiär för radions första julkalender – Barnens adventskalender – där Rolf Bergström från barnredaktionen pratade med en grupp barn om julfirande, om vad de önskade sig i julklapp, vad de gjorde medan de väntade på julafton och så sjöng de julvisor tillsammans. Programmet sändes fem i åtta varje morgon och var ungefär fem minuter långt. Själva kalendern fanns tryckt i Sveriges Radios programtidning Röster i Radio-TV. Julkalendern blev så pass uppskattad att den sedan återkom varje år – snart i form av dramatiserade berättelser. En av de mest uppskattade genom åren var Gumman som blev liten som en tesked, från 1967.
Ett par år efter julkalendern startade Sommarlovsföljetongen, eller den så kallade "lovteatern". En av de mest kända är Maria Gripe och Kay Pollaks Tordyveln flyger i skymningen från 1976, som först senare blev bok. Andra exempel på sommarlovsföljetonger är Min morbror trollkarlen (1967), Det blåser på månen (1969), Bilbo (1970), Den vita stenen (1971) och Godnatt, mister Tom (1989).
Med 1950-talet kom ungdomskulturen vilket resulterade i Sveriges Radios första tonårsprogrammen, där även programledarna var unga. Producent bakom satsningen var Qui Nyström, som anställts just för syftet att förnya utbudet för unga lyssnare. Ett program som producerades under många år var Sommartoppen, som spelades in live från en ny ort varje lördag under somrarna, där publiken fick rösta med så kallade "mentometrar". Den första programledaren 1962 var Pekka Langer, och efter honom följde bland andra Kaj Kindvall och Lotta Bromé. Från och med 1970 ingick inte ungdomsprogrammen i Barnradion utan fick en egen redaktion.

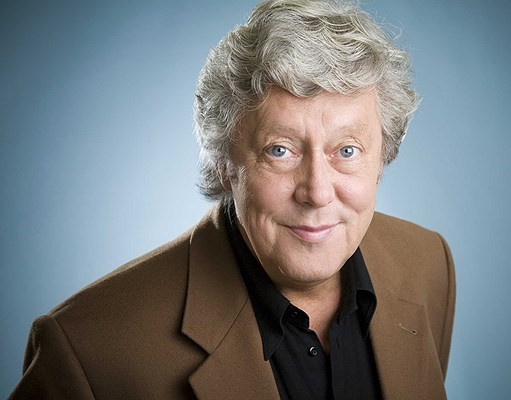
1970 startade Upp till tretton med Ulf Elfving, som sändes fram till 1992.

I december 1966 började Berättardags att sändas vilket blev en fast programpunkt på Barnradion under lång tid. Många författare läste där sina egna böcker, exempelvis Tove Jansson, Astrid Lindgren och Barbro Lindgren, men det förekom också inläsningar av barnlitteratur som A.A. Milne, Ulf Stark och Max Lundgren.
1963 startade kunskapstävlingen Vi i Femman, där landets femteklassare tävlar mot varandra, där deltävlingarna spelas in på de lokala P4-kanalerna, medan finalen, sedan 1970 även sänts i SVT. 1970 startades  Upp till tretton med Ulf Elfving, som sändes fram till 1992, på onsdagar i P3. Programmet var direktsänt och barn kunde ringa in, tävla, vinna en LP-skiva, hälsa och önska en låt.
I början av 1980-talet flyttades alla barnprogram till P3, där programmen fick dock programmen svårare att hävda sig både vad gällde sändningstid och programlängd, och redaktionen krymptes. 1995 decentraliserades Barnradions redaktion, och innehållet skulle istället produceras lokalt runt om i landet. Göteborg, Luleå, Umeå, Malmö, Örebro och Kalmar fick nya barnradioproducenter. Satsningar och programtid för mindre barn minskade medan satsningar på ungdomsprogram ökade, bland annat med program som Ketchup.
1995 började Sveriges Radio sända digitalt via sin webbplats och 2002 fick Barnradion en egen hemsida och började publicera program digitalt. Samtidigt skapades också karaktären "Radioapan", som med tiden blev en välkänd symbol. Vid ungefär samma tid fick Barnradion flera nya fasta tablåtider, bland annat för sagor och program för yngre barn. Centrum för denna nysatsningen blev Göteborg, och Barnradioredaktion där producerades exempelvis flera julkalendrar.
2016 bytte Unga Radioteatern namn till Drama för unga, med fortsatt inriktning att producera radiodrama för åldrarna 9–12 år. 2019 lanserades Juniornyheterna, som gör kortare dagliga nyhetsuppdateringar samt en längre, fördjupande sändning varje lördag. Under 2020-talet sänder Barnradion program alla dagar i veckan, i P4 och digitalt, där exempelvis Markus Granseth och Ylva Hällen är programledare för Barnmorgon.